# 史克魯爾人
史克魯爾人（英語：Skrull），是一種在漫威漫畫中出現的虛構外星種族，由作家史丹·李和藝術家傑克·科比所創作。史克魯爾人首次於《驚奇4超人》#2中登場。

## 人物
很久以前，天神族來到史克羅斯星球，利用爬行動物進行基因實驗，創造三個外星種族：原始史克魯爾人、變異族和永恆族。後來，擁有變形能力的變異族消滅了原始史克魯爾人和史克魯爾永恆族，支配整個史克羅斯星球。史克魯爾人擁有先進科技，曾多次企圖入侵地球，引發《秘密入侵》等事件發生。

## 能力
史克魯爾人具有變形的能力，以變化為目標的外形，如昏迷或睡眠時也不會變回來，這使史克魯爾人可以輕易的混入其他外星種族之中從事間諜行為，甚至逐步取代重要人物，而使那種族的一切防備都失效，而讓他們能對所有機密予取予求。
而史克魯爾人之中的高級戰士，則在變成他人外形時還能模仿對方的超能力與戰鬥技巧。

## 其他媒體

### 電視
- 《驚奇4超人（英语：Fantastic Four (comic book)）》（1967年動畫）[1]
- 《驚奇4超人（英语：Fantastic Four (1967 TV series)）》（1994年動畫）
- 《新驚奇4超人（英语：Fantastic Four (1994 TV series)）》
- 《X戰警》[1]
- 《銀色衝浪手（英语：Silver Surfer (TV series)）》[1]
- 《Q版大英雄》
- 《復仇者聯盟：史上最強英雄戰隊》
- 《復仇者聯盟：正義出擊（英语：Avengers Assemble (TV series)）》[2]
- 《浩克與狂砸特工隊（英语：Hulk and the Agents of S.M.A.S.H.）》[1]
- 漫威电影宇宙
  - 《汪達幻視》（2021年）
  - 《洛基》（2021年）
  - 《無限可能：假如…？》（2021年）：动画影集
  - 《秘密入侵》（2023年）

### 電影
- 史克魯爾人出現於2010年動畫電影《浩克星球》。
- 漫威電影宇宙
  - 《驚奇隊長》[3]（2019年）
  - 《蜘蛛人：離家日》（2019年）：片尾客串
  - 《驚奇隊長2》（2023年）

### 遊戲
- 《銀色衝浪手（英语：Silver Surfer (video game)）》[4][1]
- 《Marvel：終極聯盟（英语：Marvel: Ultimate Alliance）》[1]
- 《驚奇4超人：銀色衝浪手現身（英语：Fantastic Four: Rise of the Silver Surfer (video game)）》[1]
- 《Q版超級英雄大戰：極限挑戰（英语：Marvel Super Hero Squad: The Infinity Gauntlet）》
- 《漫威英雄 Online》[1]
- 《三維彈球FX2（英语：Pinball FX 2）》[5]
- 《復仇者聯盟：地球保衛戰（英语：Marvel Avengers: Battle for Earth）》[6]
- 《漫威：未來之戰》：史克魯爾人目前是玩家不可使用角色，在傳說戰鬥關卡登場。

## 外部連結
- Marvel Comics Database: Skrulls （页面存档备份，存于）